# Medwedewka (Kaliningrad, Gurjewsk)
Medwedewka (russisch Медведевка, deutsch Trutenau) ist ein Ort in der russischen Oblast Kaliningrad. Er gehört zur kommunalen Selbstverwaltungseinheit Stadtkreis Gurjewsk im Rajon Gurjewsk.

## Geographische Lage
Medwedewka liegt elf Kilometer nördlich der Stadt Kaliningrad (Königsberg) an der Regionalstraße 27A-001 (ex A191). Die nächste Bahnstation ist der Haltepunkt (russisch: Ostanowotschny punkt) „O.p. 7 km“ (vor 1945 Nesselbeck) an der Bahnstrecke Kaliningrad–Selenogradsk–Pionerski (Königsberg–Cranz–Neukuhren).

## Geschichte
In seiner Gründung geht das bis 1946 Trutenau genannte Dorf und Gut auf das Jahr 1374 zurück. Im Jahre 1874 wurde der Amtsbezirk Trutenau geschaffen, der zum Landkreis Königsberg (Preußen), 1939 bis 1945 Landkreis Samland, im Regierungsbezirk Königsberg der preußischen Provinz Ostpreußen gehörte. Im Jahre 1891 wurde die Ortschaft Sandlauken (russisch: Doroschny) nach Trutenau eingemeindet. Die Einwohnerzahl betrug im Jahre 1910 in der Landgemeinde 82 und im Gutsbezirk 189.
Im Jahre 1922 wurde der Gutsbezirk Trutenau mit der Landgemeinde gleichen Namens zusammengelegt. 1928 schließlich kam der Nachbarort Nesselbeck (russisch: Orlowka) zum Gemeindegebiet, und die Einwohnerzahl stieg bis 1933 auf 353 und betrug 1939 bereits 419.
Infolge des Zweiten Weltkrieges kam Trutenau mit dem nördlichen Ostpreußen zur Sowjetunion. Der Ort erhielt im Jahr 1947 die russische Bezeichnung Medwedewka und wurde gleichzeitig dem Dorfsowjet Matrossowski selski Sowet im Rajon Gurjewsk zugeordnet. Später gelangte der Ort in den Kutusowski selski Sowet. Von 2008 bis 2013 gehörte Medwedewka zur Landgemeinde Kutusowskoje selskoje posselenije und seither zum Stadtkreis Gurjewsk.

### Amtsbezirk Trutenau 1874–1945
Am 30. April 1874 wurde der neu errichtete Amtsbezirk Trutenau gebildet:
| Name           | Russischer Name | Bemerkungen                                     |
| -------------- | --------------- | ----------------------------------------------- |
| Landgemeinden: |                 |                                                 |
| Aweyken        | Swiridowo       |                                                 |
| Neuhof         | Timofejewka     |                                                 |
| Stantau        | Mitino          |                                                 |
| Trutenau       | Medwedewka      |                                                 |
| Gutsbezirke:   |                 |                                                 |
| Matzkahlen     | Bogatowo        | 1928 in die Landgemeinde Stantau eingegliedert  |
| Nesselbeck     | Orlowka         | 1928 in die Landgemeinde Trutenau eingegliedert |
| Sandlauken     | Doroschny       | 1891 in den Gutsbezirk Trutenau eingegliedert   |
| Trutenau       | Medwedewka      | 1922 in die Landgemeinde Trutenau eingegliedert |
| Wange          | Jarowoje        | 1928 in die Landgemeinde Stantau eingegliedert  |

Aufgrund der strukturellen Veränderungen gehörten am 1. Januar 1945 lediglich noch die Gemeinden Aweyken, Neuhof, Stantau und Trutenau zum Gebiet des Amtsbezirks.

## Kirche
Die Bevölkerung Trutenaus war vor 1945 fast ausnahmslos evangelischer Konfession und in das Kirchspiel der Pfarrkirche in Quednau (russisch: Sewernaja Gora) (heute im Leningrader Rajon der Stadt Kaliningrad gelegen) eingepfarrt. Dieses gehörte zum Kirchenkreis Königsberg-Land II in der Kirchenprovinz Ostpreußen der Kirche der Altpreußischen Union.
Heute liegt Medwedewka im Einzugsbereich der in den 1990er Jahren neu entstandenen Auferstehungskirchengemeinde in Kaliningrad (Königsberg) in der Propstei Kaliningrad der Evangelisch-lutherischen Kirche Europäisches Russland (ELKER).
Seit 2008 gibt es in Medwedewka eine russisch-orthodoxe Kirche, die Johannes dem Krieger geweiht ist.